# Marie-José Kotlicki
Marie-José Kotlicki, née le 5 mai 1958 à Béziers est une syndicaliste française, dirigeante de l'Union générale des ingénieurs, cadres et techniciens CGT.

## Biographie
Inspectrice principale des Impôts, syndicaliste de l' Ugict-CGT des Bouches-du-Rhône (Fédération des Finances CGT), Marie-José Kotlicki est élue membre de la Commission exécutive (CE) de la Confédération générale du travail en 1995. En 2001, pour pourvoir au remplacement de son secrétaire général, l'Union générale des ingénieurs, cadres et techniciens CGT (Ugict-CGT), qui rassemble les cadres, les ingénieurs et les technicien(ne)s adhérant à la CGT, adopte une succession « innovante » en nommant deux secrétaires généraux : Marie-José Kotlicki et Jean-François Bolzinger. L'organe officiel de la CGT précise : 

« Le conseil national de l'Ugict a voulu donner un signe fort pour la collégialité et la parité, en alliant des expériences différentes et une complémentarité public/privé. »

Ce tandem dirige sous des formes diverses l'organisation des ingénieurs, cadres et techniciens de la CGT jusqu'en 2014. À partir de cette date Marie-José Kotlicki, toujours secrétaire générale, fait équipe avec une jeune secrétaire générale adjointe, Sophie Binet.
Marie-José Kotlicki est membre du Conseil économique social et environnemental (CESE) de 2005 à 2015.

## Publications
- Révolutions cadres : 2007, pourquoi et comment il faudra compter avec les cadres !, avec Jean-François Bolzinger, Jean-Loup Julien, Paris, Editions Pascal , 2007
- Pour en finir avec le Wall Street management, avec Jean-François Bolzinger, Ivry-sur-Seine, Éditions de l'Atelier, 2009
- Laissez-nous bien travailler ! : manager sans Wall Street, avec Jean-François Bolzinger, Ivry-sur-Seine, Éditions de l'Atelier-Éditions ouvrières , 2012